# Ruta 1 (Paraguay)
La Ruta PY01 «Mariscal Francisco Solano López» es una carretera en Paraguay que une la ciudad de Asunción con la ciudad sureña de Encarnación. Creada en 1967 .Su extensión es de 382 kilómetros, desde el Panteón de los Héroes en Asunción (kilómetro 0) hasta el Puente Internacional San Roque González de Santa Cruz (fronteriza con Argentina) en Encarnación.
Desde julio de 2019, con la recategorización de las rutas nacionales, la ruta es denominada PY01, conservando su extensión y nombre, aunque cierta parte del tramo ha cambiado. Con la Resolución N.º 1090/2019 del Ministerio de Obras Públicas y Comunicaciones, la ruta PY01 comienza en el cruce de las avenidas Defensores del Chaco y Acceso Sur, quedando el antiguo tramo (entre San Lorenzo e Itá) como ruta departamental (D027).
En el km 224 (desde Asunción), en la ciudad de San Ignacio Guazú, se encuentra el empalme con la PY04, que se dirige hacia el suroeste y la une con la ciudad de Pilar. En el km. 325, en la ciudad de Coronel Bogado, se encuentra el empalme con la PY08, que se dirige hacia el norte y la une con la ciudad de Yby Yaú, departamento de Concepción.

## Cabinas de peaje

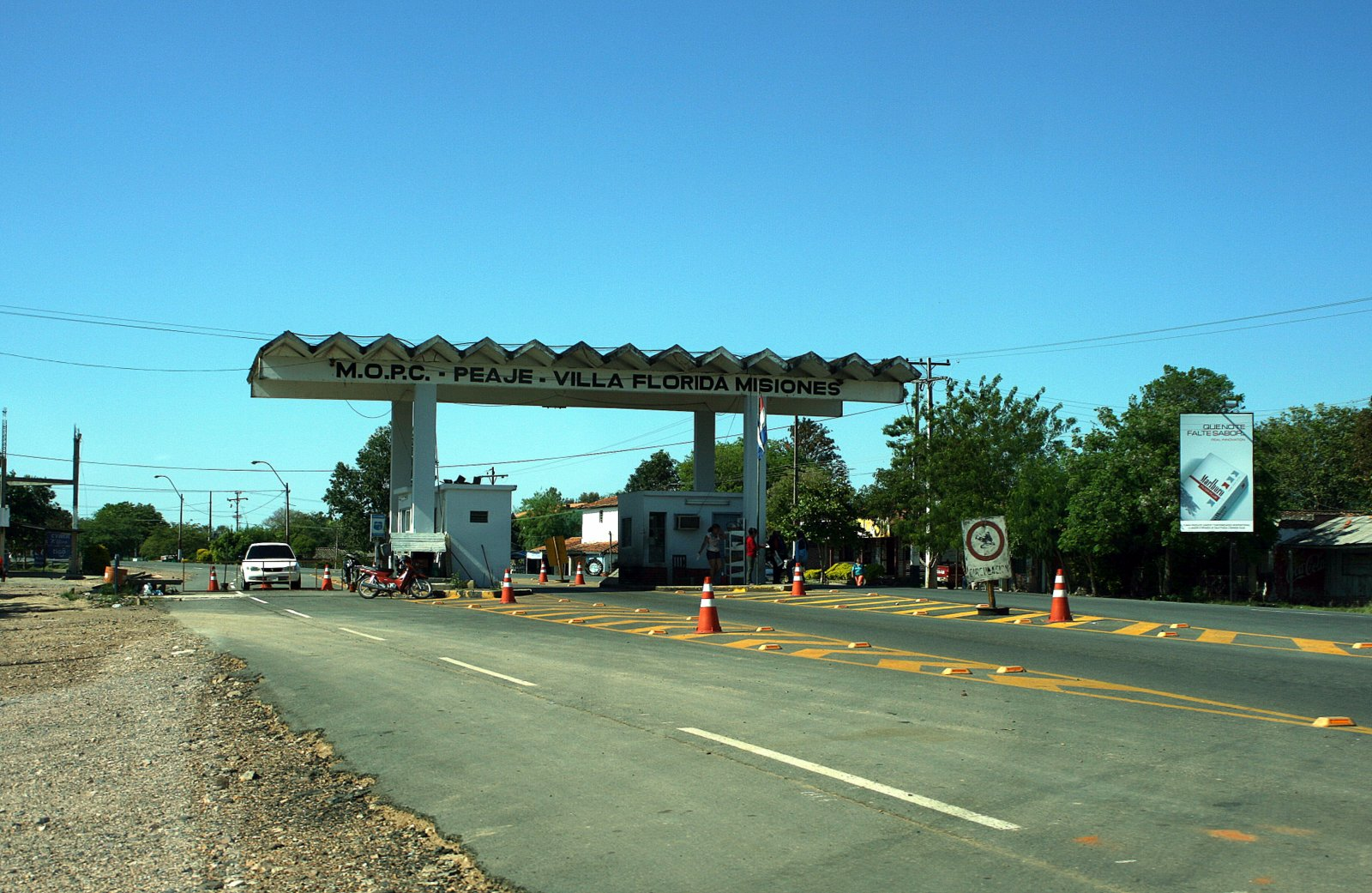
Cabina de peaje de Caapucú.

Existen tres cabinas de peaje a lo largo de la ruta.
- km 42: Peaje Itá
- km 157: Peaje Caapucú
- km 325: Peaje Coronel Bogado[4]

## Localidades
Las ciudades y pueblos de más de 1000 habitantes por los que pasa esta ruta de norte a sur son:
| Kilómetro | Localidad                      | Departamento     | Empalme/Peaje |  |
| --------- | ------------------------------ | ---------------- | ------------- |  |
| 0         | Asunción                       | Distrito Capital |               |  |
| 9         | Villa Elisa / Fdo. de la Mora  | Central          |               |  |
| 16        | Ñemby / San Lorenzo            | Central          |               |  |
| 18        | San Antonio                    | Central          |               |  |
| 25        | Ypané                          | Central          |               |  |
| 30        | Villeta / Guarambare           | Central          |               |  |
| 37        | Itá                            | Central          |               |  |
| 48        | Yaguarón                       | Paraguarí        |               |  |
| 69        | Paraguarí                      | Paraguarí        | PY10          |  |
| 84        | Carapeguá                      | Paraguarí        | PY18          |  |
| 96        | San Roque G. de Santa Cruz     | Paraguarí        |               |  |
| 109       | Quiindy                        | Paraguarí        |               |  |
| 141       | Caapucú                        | Paraguarí        |               |  |
| 160       | Villa Florida                  | Misiones         |               |  |
| 178       | San Miguel                     | Misiones         |               |  |
| 196       | San Juan Bautista              | Misiones         |               |  |
| 226       | San Ignacio Guazú              | Misiones         | PY04          |  |
| 243       | Santa Rosa                     | Misiones         |               |  |
| 252       | San Patricio                   | Misiones         | PY20          |  |
| 288       | General Delgado                | Itapúa           |               |  |
| 319       | Coronel Bogado                 | Itapúa           | PY08          |  |
| 330       | Carmen del Paraná              | Itapúa           |               |  |
| 355       | San Juan del Paraná            | Itapúa           |               |  |
| 370       | Encarnación                    | Itapúa           | PY06          |  |
| 382       | Puente Internacional San Roque | Itapúa           |               |  |

| Paraguay | Rutas Nacionales de Paraguay (recategorización por el M.O.P.C desde 2019) |  |
| --- | ------------------------------------------------------------------------- |  |
| PY01 - PY02 - PY03 - PY04 - PY05 - PY06 - PY07 - PY08 - PY09 - PY10 - PY11 PY12 - PY13 - PY14 - PY15 - PY16 - PY17 - PY18 - PY19 - PY20 - PY21 - PY22 |                                                                           |  |